# Neutral (synsvinkel)
 For alternative betydninger, se Neutral. (Se også artikler, som begynder med Neutral)
Neutralitet betyder, at man ikke forholder sig til en hverken den ene eller den anden side i en debat eller en kamp mellem 2 mennesker eller hold.
| filosofi | Spire Denne filosofiartikel er en spire som bør udbygges. Du er velkommen til at hjælpe Wikipedia ved at udvide den. |